# BAFTA Cymru
BAFTA Cymru je velšská národní organizace, která je součástí Britské akademie filmového a televizního umění (BAFTA). Byla založena v roce 1991 a každoročně v Cardiffu uděluje ceny velšským herců, filmům, seriálům a lidem, kteří se podíleli na jejich výrobě (kamera, střih, režie, …). Cena je oddělena od celobritské filmové a televizní ceny Britské akademie, ale i tak mohou být velšské filmy oceněny národním oceněním BAFTA.